# Pusan

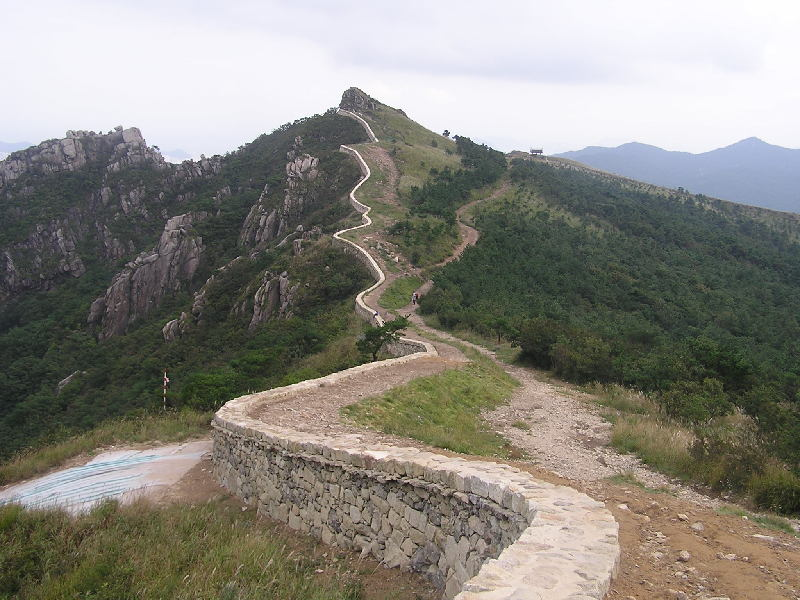
Fortyfikacje Geumjeong

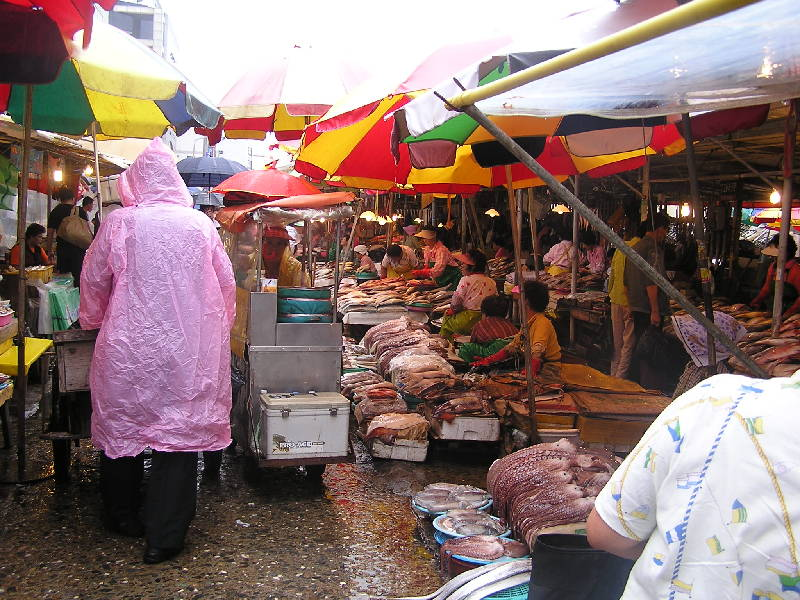
Wąska uliczka na targu rybnym Jagalchi

Pusan (kor. 부산광역시, Metropolia Pusan) – największe miasto portowe Korei Południowej; zespół miejski ok. 4,1 mln mieszkańców. Jest miastem na prawach metropolii. Drugie co do wielkości miasto kraju.

## Historia
Od początku XV wieku Pusan był portem handlowym mającym połączenia z Japonią.
W czasie wojny koreańskiej rejon w promieniu 20 km od Pusan nazwano workiem pusańskim, do którego po błyskawicznej ofensywie KRL-D zostały zepchnięte niedobitki sił wiernych Li Syng Manowi i wojsk amerykańskich. Od 4 sierpnia do 15 września 1950 trwała obrona worka pusańskiego, z którego po powodzeniu desantu pod Incheon 15 września 1950 r. ruszyła ofensywa 80-tysięcznego zgrupowania wojsk USA, działających pod auspicjami ONZ, w kierunku na Daejeon i Seul.
W 2002 roku było jednym z miast, w których odbywały się mecze piłkarskich Mistrzostw Świata organizowanych wspólnie przez Koreę Południową i Japonię.

## Atrakcje turystyczne
Jedną z lepszych wizytówek miasta jest założona w 678 roku buddyjska świątynia Beomeosa. Znajduje się ona przy północnym wejściu na szlak prowadzący przez górę Geumjeong, która także jest popularnym celem weekendowych wycieczek mieszkańców. Warto odwiedzić także znajdujące się w pobliżu fortyfikacje Geumjeong. Jedną z najpiękniejszych i najpopularniejszych plaż Korei Południowej jest znajdująca się w Pusan plaża Haeundae, wzdłuż której ulokowanych jest szereg hoteli. Pozostałe plaże to: Gwangalli, Dadaepo, Songdo, Songjeong, Ilgwang, Imnang, Kamienna Plaża. Miejscem wartym odwiedzenia jest również rynek rybny Jagalchi. 
W Pusan mieszka znaczna liczba Rosjan. Znanym miejscem wycieczek obcokrajowców jest "Foreigners' Shopping Street", na której ulokowana jest znaczna liczba rosyjskich lub rosyjskojęzycznych kantorów, sklepów, barów i restauracji. 
Muzea i miejsca warte zobaczenia:
- Muzeum Sztuki Miasta Pusan
- Akwarium Pusan
- Muzeum Historii Nowoczesnej w Pusan
- Miejskie Muzeum
- Cmentarz ONZ – jedyny na świecie cmentarz zarządzany przez Organizację Narodów Zjednoczonych
- Centrum Kultury
- Park Yongdusan
- Park Daecheong
- Park Taejongdae

## Podział administracyjny
Pusan podzielony jest na 15 dzielnic (gu) i 1 powiat (gun).
- Buk-gu (북구; 北區)
- Busanjin-gu (부산진구; 釜山鎭區)
- Dong-gu (동구; 東區)
- Dongrae-gu (동래구; 東萊區)
- Gangseo-gu (강서구; 江西區)
- Geumjeong-gu (금정구; 金井區)
- Haeundae-gu (해운대구; 海雲臺區)
- Jung-gu (중구; 中區)
- Nam-gu (남구; 南區)
- Saha-gu (사하구; 沙下區)
- Sasang-gu (사상구; 沙上區)
- Seo-gu (서구; 西區)
- Suyeong-gu (수영구; 水營區)
- Yeongdo-gu (영도구; 影島區)
- Yeonje-gu (연제구; 蓮堤區)
- Gijang-gun (기장군; 機張郡)

## Transport
Pusan posiada połączenia promowe z Shimonoseki (Prom Kanpu), Fukuoką oraz Hiroszimą w Japonii.
Prom do Fukuoki to bardzo szybki hydropłat obsługiwany przez JR Kyushu (Japońskie Koleje Kyushu – 九州旅客鉄道, Kyushu Ryokaku Tetsudo). Rejs Cieśniną Koreańską pomiędzy Koreą a Japonią trwa 2 godziny 55 minut.
W mieście znajduje się stacja kolejowa Pusan.
W latach 1910−1968 w mieście działała sieć tramwajowa.

## Inne
W mieście znajdują się hale sportowe Geumjeong Arena, Gijang Arena, Gudeok Arena, Sajik Arena.

## Miasta partnerskie
- Kaohsiung, Tajwan
- Los Angeles, USA
- Shimonoseki, Japonia
- Barcelona, Hiszpania
- Rio de Janeiro, Brazylia
- Fukuoka, Japonia
- Władywostok, Rosja
- Szanghaj, ChRL
- Surabaja, Indonezja
- Wiktoria, Australia
- Tijuana, Meksyk
- Ho Chi Minh, Wietnam
- Auckland, Nowa Zelandia
- Valparaíso, Chile
- Prowincja Przylądkowa Zachodnia, RPA
- Montreal, Kanada
- Stambuł, Turcja
- Dubaj, Zjednoczone Emiraty Arabskie
- Chicago, Stany Zjednoczone
- Petersburg, Rosja
- Phnom Penh, Kambodża
- Mumbaj, Indie
- Saloniki, Grecja